# بادا
بادا (به انگلیسی: Bada) نام سیستم‌عاملی است که به وسیلهٔ سامسونگ الکترونیکس برای گوشی‌های تلفن همراه ساخته و نسخه ۱٫۰ این سیستم عامل در فوریه ۲۰۱۰ به دنیا معرفی شد. نسخه ۲٫۰ این سیستم عامل نیز در اوت ۲۰۱۱ معرفی و منتشر شد. (بادا یک لغت کره‌ای و به معنای اقیانوس است).
نسخه ۲٫۰ بادا در سال ۲۰۱۲ همراه با گوشی Wave3 و همچنین Wave M، Wave Y و Wave578 وارد بازار داغ گوشی‌های همراه شد! جدا از تغییرات بسیاری که بر روی موج سوم یا Wave3 ایجاد شده بود، نسخهٔ ۲٫۰ پلتفرم بادا نیز تغییرات بسیار زیادی نسبت به نسخهٔ قبلی خود تجربه کرد؛ از جمله این تغییرات می‌توان به ارتقا رابط کاربری و اضافه شدن امکانات نرم‌افزاری پیشرفته اشاره کرد.

## چشم‌انداز
شعار بادا «تلفن هوشمند برای همه» است. بادا اصلاً دنبال رقابت با اندروید و آیفون نیست! بلکه بادا به دنبال بازاری کشف نشده‌است. بادا می‌خواهد کسانی را که از همراه‌های معمولی (feature phone) استفاده می‌کنند، به‌سوی خود جذب کند. به همین دلیل است که قیمت گوشی‌هایی با سیستم عامل بادا، بسیار کمتر از معادل‌های اندرویدی‌اش است.

## سامسونگ اپس
سامسونگ برای پشتیبانی سیستم عامل بادا، فروشگاه نرم‌افزارهای بادا را راه‌اندازی کرد تا مشتریان سامسونگ به راحتی بتوانند به هزاران برنامه و نرم‌افزار دسترسی داشته باشند. تا اوت ۲۰۱۱ تعداد ۱۳۰۰۰ نرم‌افزار برای سیستم عامل بادا نوشته شده و از این سایت قابل دانلود است.
سامسونگ اپس نخستین بازاری است که برای ایرانی‌ها خرید نرم‌افزارها و بازی‌های پولی را آزاد کرده و ایرانی‌ها هم می‌توانند به نرم‌افزارها و بازی‌های اصلی دسترسی پیدا کنند.

## معماری سخت‌افزار و نرم‌افزار
بادا از روی هسته لینوکسی فری‌بی‌اس‌دی و اپن‌بی‌اس‌دی ایجاد شده‌است و یک نسخه بادا سیستم عاملی چندکاره‌است، بدین معنا که سیستم عامل در هر لحظه می‌تواند بیش از یک برنامه اجازهٔ اجرا دهد.
رابط کاربری بادا کنترل‌هایی را که برنامه نویسان بیشتر لازم دارند (مانند listbox, colorPicker و…) را به صورت جاگذاری (Embed) شده دارد.
سیستم عامل بادا از فلش به طرز گسترده‌ای پشتیبانی می‌کند و فلش ۹ را در داخل خود دارد. شما می‌توانید فایل‌های فلش را در برنامهٔ خود جاگذاری کنید و از اجرای آن‌ها در گوشی‌هایی با سیستم عامل بادا اطمینان کامل داشته باشید.
سیستم عامل بادا فرایند چندلمسی (مولتی‌تاچ) را پشتیبانی می‌کند، همچنین شتاب‌سنج، مغناطیس‌سنج و حسگری برای حرکت گوشی دارد.

## بادا و تایزن
با توجه به اخبار رسیده از کمپانی بزرگ سامسونگ که البته تأیید هم شده‌است. بادا بزودی با سیستم عامل تایزن اینتل ادغام خواهد شد تا بتواند در دنیا حرفی برای گفتن داشته باشد. امکانات نرم‌افزاری، رابط کاربری و دیگر تغییرات ثمرهٔ این ادغام خواهد بود.
البته در حال حاضر مشخص نیست که این بروزرسانی برای سیستم عامل بادا را چه گوشی‌هایی دریافت خواهند کرد.